# Antoine Richard
Antoine Richard (ur. 8 września 1960 w Fontainebleau) – francuski lekkoatleta specjalizujący się w biegach sprinterskich, dwukrotny uczestnik letnich igrzysk olimpijskich (Moskwa 1980, Los Angeles 1984), brązowy medalista olimpijski z 1980 r. w biegu sztafetowym 4 × 100 metrów.

## Sukcesy sportowe
- pięciokrotny mistrz Francji w biegu na 100 m – 1981, 1982, 1983, 1985, 1986
- mistrz Francji w biegu na 200 m – 1985[1]
- pięciokrotny halowy mistrz Francji w biegu na 60 m – 1982, 1983, 1984, 1985, 1986[2]

| Rok  | Miasto      | Zawody                      | Konkurencja        | Wynik         |
| ---- | ----------- | --------------------------- | ------------------ | ------------- |
| 1980 | Moskwa      | letnie igrzyska olimpijskie | sztafeta 4 × 100 m | brązowy medal |
| 1981 | Grenoble    | halowe mistrzostwa Europy   | bieg na 50 m       | 4. miejsce    |
| 1982 | Ateny       | mistrzostwa Europy          | sztafeta 4 × 100 m | 7. miejsce    |
| 1983 | Helsinki    | mistrzostwa świata          | sztafeta 4 × 100 m | 8. miejsce    |
| 1983 | Budapeszt   | halowe mistrzostwa Europy   | bieg na 60 m       | 4. miejsce    |
| 1984 | Los Angeles | letnie igrzyska olimpijskie | sztafeta 4 × 100 m | 6. miejsce    |
| 1984 | Göteborg    | halowe mistrzostwa Europy   | bieg na 60 m       | 4. miejsce    |
| 1985 | Pireus      | halowe mistrzostwa Europy   | bieg na 60 m       | srebrny medal |
| 1986 | Stuttgart   | mistrzostwa Europy          | sztafeta 4 × 100 m | 4. miejsce    |

## Rekordy życiowe
- bieg na 50 m (hala) – 5,77 – Grenoble 07/02/1981
- bieg na 60 m (hala) – 6,61 – Liévin 07/02/1987
- bieg na 100 m – 10,20 – Colombes 20/07/1985
- bieg na 200 m – 20,82 – Paryż 22/07/1986